# Hemeroplanis zayasi
Hemeroplanis zayasi är en fjärilsart som beskrevs av Todd 1960. Hemeroplanis zayasi ingår i släktet Hemeroplanis och familjen nattflyn. Inga underarter finns listade i Catalogue of Life.